# HAT-P-20
HAT-P-20 är en ensam stjärna belägen i mellersta delen av stjärnbilden Tvillingarna. Den har en skenbar magnitud av ca 11,35 och kräver ett teleskop för att kunna observeras. Baserat på parallax enligt Gaia Data Release 3 på ca 14,01 mas beräknas den befinna sig på ett avstånd av ca 233 ljusår (ca 71,4 parsec) från solen. Den rör sig närmare solen med en heliocentrisk radialhastighet av ca -18,5 km/s. 
 

## Egenskaper
HAT-P-20 är en orange stjärna i huvudserien av spektralklass K3 V. Den har en massa av ca 0,80 solmassa, en radie av ca 0,74 solradie och har en effektiv temperatur av ca 4 600 K. Stjärnan har en stark stjärnfläcksaktivitet och dess ekvatorialplan är skiljer sig med 36 +10−12° från planetbanan. Även om en stjärna med en jätteplanet i snäv omloppsbana förväntas få accelererad rotation av tidvattenkrafter, har endast svaga tecken på sådan observerats hos HAT-P-20.

## Planetsystem

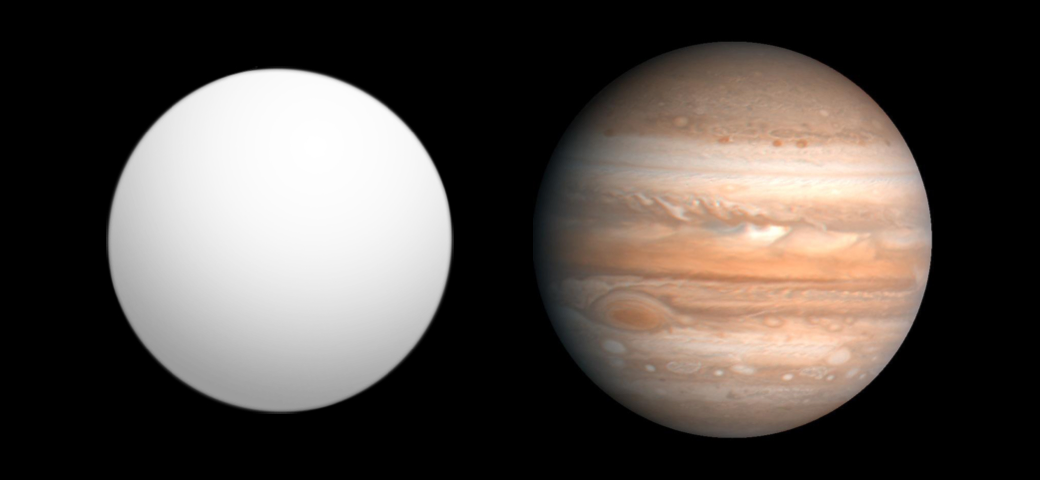
Storleksjämförelse av HAT-P-20 b och Jupiter.

År 2010 upptäcktes en exoplanet, HAT-P-20 b, i form av en het superjupiter i omlopp kring HAT-P-20. Dess jämviktstemperatur är 996 ± 19 K.
| Planet | Massa          | Halv storaxel (AE) | Siderisk omloppstid (d) | Excentricitet   | Inklination | Radie            |
| ------ | -------------- | ------------------ | ----------------------- | --------------- | ----------- | ---------------- |
| b      | 7,59 ± 0,12 MJ | 0,03671 ± 0,00027  | 2,8753172 ± 0,0000003   | 0,0172 ± 0,0016 | 86,3 ± 0,1° | 0,952 ± 0,017 RJ |